# セレスティノ・ラヴタウマンダ
セレスティノ・ラヴタウマンダ（Selestino Ravutaumada、2000年1月17日 - ）は、スーパーラグビー・パシフィックフィジアン・ドゥルアに所属するラグビー選手。元ラグビーリーグ選手だった。

## プロフィール
- フィジー・タベウニ島出身[2]。
- ポジションはウィング(WTB)、フルバック(FB)。
- 身長 183cm、体重 93kg
- フィジー代表キャップは7（2024年3月現在）でラグビーワールドカップ2023のフィジー代表に選ばれた[3]。

## 略歴
2021年、フィジアン・ドゥルアに加入。
2024年、2024パリ五輪の7人制フィジー代表に選ばれて銀メダル獲得。